# Jonasz Borzobohaty-Krasieński
Iwan Jan Jonasz Borzobohaty-Krasieński (data ur. nieznana, zm. 1585) – nominat włodzimierski, archimandryta żydyczyński, od 1571 r. biskup łucko-ostrogski.

## Życiorys
Potomek ruskiej bogatej rodziny mieszczańskiej z Krasnego na Wołyniu (Krasne nad Styrem, w powiecie dubieńskim, gmina Kniahinin, dziś w obwodzie rówieńskim), wyznania prawosławnego, która otrzymała szlachectwo polskie (ok. 1548). Od dóbr Krasne przezwała się Krasieńskiemi. Syn Jacka Józefa herbu Jelita, władyki włodzimierskiego. Sprawował kolejno urzędy mytnika chełmskiego i krasnostawskiego, wójta łuckiego, horodniczego, mostowniczego, klucznika i celnika wołyńskiego. Był żonaty z Nastazją córką Łukasza i miał 4 dzieci: Hannę za Januszem Hulewiczem, dziedzicem dóbr Dołhe, Marię, Piotra i Bazylego. Po utracie żony został koadiutorem ojca, a po jego śmierci (ok. 1564) władyką-nominatem włodzimiersko-brzeskim. Gdy jednak biskup chełmski Teodozjusz Łazowski siłą wyparł go z tej katedry (1565), otrzymał władyctwo pińsko-turowskie (1566), potem łucko-ostrogskie (ok. 1567–1585). Nie mając dotychczas żadnych święceń, uległ groźbom metropolity Jonasza II i przyjął postrzyżyny mnisze, imię zakonne Jonasz oraz święcenia kapłańskie i w 1571 r. chirotonię biskupią.
Król Zygmunt August 26 grudnia 1569 nadał mu archimandrię żydyczyńską, której został pozbawiony w 1582 r. Skazany na banicję, utracił też władyctwo na rzecz Cyryla Terleckiego, biskupa pińskiego. Umarł przed upływem 6-miesięcznego odroczenia edyktu banicyjnego.